# UEFA Women's Champions League 2015-2016 - Qualificazioni
Questa voce raccoglie un approfondimento sulle gare del turno preliminare di qualificazione dell'edizione 2015-2016 della UEFA Women's Champions League.

## Squadre partecipanti
Il sorteggio per il turno di qualificazione si è tenuto il 25 giugno 2015. Le 32 squadre che partecipano ai preliminari vengono divise in quattro fasce da otto per il sorteggio in base al coefficiente UEFA del club, il quale tiene conto delle prestazioni nelle competizioni europee dalla stagione 2010-11 alla 2014-15 più il 33% del valore del coefficiente assegnato alla federazione nello stesso intervallo di tempo.
| Squadra              | Coeff. |
| -------------------- | ------ |
| Apollon Limassol     | 25,270 |
| Olimpia Cluj         | 17,620 |
| Spartak Subotica     | 15,260 |
| Gintra Universitetas | 14,630 |
| Twente               | 14,610 |
| PK-35 Vantaa         | 13,290 |
| PAOK Salonicco       | 12,965 |
| Konak                | 12,630 |

| Squadra            | Coeff. |
| ------------------ | ------ |
| Stjarnan           | 12,610 |
| SFK 2000           | 11,970 |
| Medyk Konin        | 11,105 |
| Osijek             | 10,640 |
| ASA Tel Aviv       | 10,640 |
| Pomurje            | 10,300 |
| Žytlobud-1 Charkiv | 9,630  |
| NSA Sofia          | 9,645  |

| Squadra               | Coeff. |
| --------------------- | ------ |
| Pärnu                 | 6,650  |
| KÍ Klaksvík           | 5,320  |
| Minsk                 | 5,130  |
| Ferencváros           | 5,115  |
| Nové Zámky            | 3,645  |
| Wexford Youths        | 3,630  |
| Benfica               | 3,135  |
| Glentoran Belfast Utd | 2,660  |

| Squadra              | Coeff. |
| -------------------- | ------ |
| Vllaznia             | 1,995  |
| Cardiff Metropolitan | 1,990  |
| Ekonomist            | 1,330  |
| Dragon 2014          | 0,990  |
| Noroc Nimoreni       | 0,165  |
| Hibernians           | 0,000  |
| Rīgas FS             | 0,000  |
| Jeunesse Junglinster | 0,000  |

- in corsivo: squadra ospitante
- in grassetto: squadra qualificata

## Gruppi
In ogni gruppo, le squadre giocano una contro l'altra in un mini-torneo all'italiana con le teste di serie preselezionate. Le otto vincitrici dei gironi acquisiscono il diritto di accedere ai sedicesimi di finale. Le partite si sono svolte nei giorni 11, 13 e 16 agosto 2015.
In caso di parità di punti tra due o più squadre di uno stesso gruppo, le posizioni in classifica verranno determinate prendendo in considerazione, nell'ordine, i seguenti criteri:
1. maggiore numero di punti negli scontri diretti tra le squadre interessate (classifica avulsa);
2. migliore differenza reti negli scontri diretti tra le squadre interessate (classifica avulsa);
3. maggiore numero di reti segnate negli scontri diretti tra le squadre interessate (classifica avulsa);
4. se, dopo aver applicato i criteri dall'1 al 3, ci sono squadre ancora in parità di punti, i criteri dall'1 al 3 si riapplicano alle sole squadre in questione. Se continua a persistere la parità, si procede con i criteri dal 5 al 9;
5. migliore differenza reti;
6. maggiore numero di reti segnate;
7. calci di rigore se le due squadre sono a parità di punti al termine dell'ultima giornata;
8. classifica del fair play;
9. posizione nel ranking UEFA.

N.B. Nella dicitura dei gironi viene indicata in corsivo la squadra ospitante.

### Gruppo 1
| Squadra  | Pt | G | V | N | P | GF | GS | DR  |
| -------- | -- | - | - | - | - | -- | -- | --- |
| Minsk    | 9  | 3 | 3 | 0 | 0 | 16 | 1  | +15 |
| SFK 2000 | 6  | 3 | 2 | 0 | 1 | 8  | 4  | +4  |
| Konak    | 3  | 3 | 1 | 0 | 2 | 7  | 14 | -7  |
| Vllaznia | 0  | 3 | 0 | 0 | 3 | 1  | 13 | -12 |

Fonte: Sito UEFA Gruppo 1
| Arbitro: | Karolina Radzik-Johan |

|                                                    |           |  |
| Djoković 4’, 67’ Kuć 12’ Hadžić 77’ Al. Spahić 79’ | Marcatori |  |

| Arbitro: | Lina Lehtovaara |

|            |           | |
| Başkol 87’ | Marcatori | 10’ E. Sunday 15’, 56’ Miroshnichenko 38’, 47’, 58’, 71’, 84’ U. Sunday 46’ (aut.) Özgan 80’ Ishola |

| Arbitro: | Karolina Radzik-Johan |

|                                          |           |  |
| Pilipenko 13’ U. Sunday 80’ Buzunova 89’ | Marcatori |  |

| Arbitro: | Lois Otte |

|                                                    |           |                |
| Çınar 11’ Nurlu 66’ Topçu 77’ Hız 82’ Yeniçeri 84’ | Marcatori | 16’ Bajraktari |

| Arbitro: | Karolina Radzik-Johan |

|                                      |           |           |
| Djoković 44’ (rig.), 55’, 68’ (rig.) | Marcatori | 76’ Göksu |

| Arbitro: | Lois Otte |

|  |           |                                          |
|  | Marcatori | 19’ Buzunova 25’ Pilipenko 27’ U. Sunday |

### Gruppo 2
| Squadra               | Pt | G | V | N | P | GF | GS | DR  |
| --------------------- | -- | - | - | - | - | -- | -- | --- |
| PAOK Salonicco        | 9  | 3 | 3 | 0 | 0 | 18 | 0  | +18 |
| NSA Sofia             | 6  | 3 | 2 | 0 | 1 | 8  | 5  | +3  |
| Glentoran Belfast Utd | 3  | 3 | 1 | 0 | 2 | 3  | 6  | -3  |
| Dragon 2014           | 0  | 3 | 0 | 0 | 3 | 0  | 18 | -18 |

Fonte: Sito UEFA Gruppo 2
| Arbitro: | Tânia Fernandes Morais |

|                                                                        |           |  |
| Zhekova 15’, 37’ Asenova 17’ Koshuleva 27’ Gospodinova 34’ Penkova 70’ | Marcatori |  |

| Arbitro: | Zuzana Štrpková |

|                                                            |           |  |
| Dimitrijević 2’, 75’ Markou 59’ Chatzigiannidou 73’ (rig.) | Marcatori |  |

| Arbitro: | Kseniya Goryacheva |

| |           |  |
| Dimitriou 37’ Panteliadou 39’, 42’, 49’ Dimitrijević 45+1’, 62’ Kakambouki 51’, 66’ Naceva 60’ (aut.) Chatzigiannidou 74’ (rig.) | Marcatori |  |

| Arbitro: | Tânia Fernandes Morais |

|          |           |                               |
| Wade 15’ | Marcatori | 59’ Gospodinova 82’ Koshuleva |

| Arbitro: | Zuzana Štrpková |

|  |           |                                               |
|  | Marcatori | 44’, 48’ Markou 50’ Chamalidou 82’ Kakambouki |

| Arbitro: | Kseniya Goryacheva |

|  |           |                    |
|  | Marcatori | 31’ Rogan 36’ Wade |

### Gruppo 3
| Squadra          | Pt | G | V | N | P | GF | GS | DR  |
| ---------------- | -- | - | - | - | - | -- | -- | --- |
| Stjarnan         | 9  | 3 | 3 | 0 | 0 | 11 | 0  | +11 |
| Apollon Limassol | 6  | 3 | 2 | 0 | 1 | 10 | 2  | +8  |
| KÍ Klaksvík      | 1  | 3 | 0 | 1 | 2 | 3  | 9  | -6  |
| Hibernians       | 1  | 3 | 0 | 1 | 2 | 3  | 16 | -13 |

Fonte: Sito UEFA Gruppo 3
| Arbitro: | Anastasija Pustovojtova |

|                        |           |  |
| Cameron 6’ Violari 33’ | Marcatori |  |

| Arbitro: | Vesna Budimir |

|                                                                         |           |  |
| Poliana 20’, 47’ Francielle 28’ C. Zammit 39’ (aut.) Sigurðardóttir 90’ | Marcatori |  |

| Arbitro: | Vesna Budimir |

|  |           |                                                   |
|  | Marcatori | 50’ Pedersen 62’, 81’ Þorsteinsdóttir 63’ Poliana |

| Arbitro: | Ivana Projkovska |

|                                                                                                |           |  |
| Chrysostomou 5’ Cameron 10’, 90’ Kynossidou 15’ Violari 66’ Cuschieri 79’, 82’ F. Antoniou 86’ | Marcatori |  |

| Arbitro: | Anastasija Pustovojtova |

|                  |           |  |
| Poliana 45’, 75’ | Marcatori |  |

| Arbitro: | Ivana Projkovska |

|                                         |           |                                |
| Xuereb 45+1’ C. Zammit 61’ Theuma 90+3’ | Marcatori | 14’, 70’ Josephsen 62’ Thomsen |

### Gruppo 4
| Squadra              | Pt | G | V | N | P | GF | GS | DR  |
| -------------------- | -- | - | - | - | - | -- | -- | --- |
| Twente               | 9  | 3 | 3 | 0 | 0 | 19 | 0  | +19 |
| Ferencváros          | 6  | 3 | 2 | 0 | 1 | 13 | 3  | +10 |
| ASA Tel Aviv         | 3  | 3 | 1 | 0 | 2 | 6  | 10 | -4  |
| Jeunesse Junglinster | 0  | 3 | 0 | 0 | 3 | 1  | 26 | -25 |

Fonte: Sito UEFA Gruppo 4
| Arbitro: | Marte Sørø |

|                           |           |  |
| Renfurm 49’ R. Jansen 67’ | Marcatori |  |

| Arbitro: | Rhona Daly |

|                                             |           |              |
| Avital 36’, 83’ Shenar 49’, 65’ Graiver 78’ | Marcatori | 68’ Ghodbane |

| Arbitro: | Knarik Grigoryan |

| |           |  |
| Roetgering 22’ (rig.), 28’ (rig.) Roord 34’, 62’ R. Jansen 38’ Birkel 45’ (aut.) E. Jansen 65’, 71’ Van de Sanden 77’ Kerkdijk 90+2’ | Marcatori |  |

| Arbitro: | Rhona Daly |

|               |           |             |
| Orji 12’, 89’ | Marcatori | 36’ Graiver |

| Arbitro: | Marte Sørø |

|  |           |                                                              |
|  | Marcatori | 1’, 29’, 51’, 57’, 75’ Roord 15’ Van de Sanden 74’ E. Jansen |

| Arbitro: | Knarik Grigoryan |

|  |           |                                                                          |
|  | Marcatori | 4’, 45’, 45+1’ Zágor 25’, 26’, 30’, 40’, 50’, 73’, 76’ Orji 90’ Mosdóczi |

### Gruppo 5
| Squadra      | Pt | G | V | N | P | GF | GS | DR  |
| ------------ | -- | - | - | - | - | -- | -- | --- |
| Olimpia Cluj | 9  | 3 | 3 | 0 | 0 | 12 | 1  | +11 |
| Pomurje      | 6  | 3 | 2 | 0 | 1 | 6  | 3  | +3  |
| Pärnu        | 3  | 3 | 1 | 0 | 2 | 3  | 7  | -4  |
| Ekonomist    | 0  | 3 | 0 | 0 | 3 | 2  | 12 | -10 |

Fonte: Sito UEFA Gruppo 5
| Arbitro: | Zuzana Kováčová |

|                                   |           |  |
| Lunca 11’, 63’ Voicu 41’ Olar 51’ | Marcatori |  |

| Arbitro: | Sofia Karagiorgi |

|                                             |           |  |
| Avital 36’, 83’ Shenar 49’, 65’ Graiver 78’ | Marcatori |  |

| Arbitro: | Marta Frías Acedo |

|                                                                       |           |           |
| Popa 39’ Nedić 40’ (aut.) Corduneanu 45+1’ Voicu 45+3’ Lunca 73’, 81’ | Marcatori | 59’ Bojat |

| Arbitro: | Sofia Karagiorgi |

|               |           |                        |
| Morkovkina 8’ | Marcatori | 84’ Podovac 87’ Tibaut |

| Arbitro: | Zuzana Kováčová |

|  |           |                          |
|  | Marcatori | 13’ Havristiuc 52’ Voicu |

| Arbitro: | Marta Frías Acedo |

|                |           |                      |
| Krivokapić 79’ | Marcatori | 7’ Ojala 12’ Himanen |

### Gruppo 6
| Squadra          | Pt | G | V | N | P | GF | GS | DR  |
| ---------------- | -- | - | - | - | - | -- | -- | --- |
| Spartak Subotica | 9  | 3 | 3 | 0 | 0 | 9  | 2  | +7  |
| Benfica          | 6  | 3 | 2 | 0 | 1 | 7  | 2  | +5  |
| Osijek           | 3  | 3 | 1 | 0 | 2 | 4  | 6  | -2  |
| Noroc Nimoreni   | 0  | 3 | 0 | 0 | 3 | 1  | 11 | -10 |

Fonte: Sito UEFA Gruppo 6
| Arbitro: | Amy Rayner |

|                         |           |             |
| Matić 64’ Filipović 73’ | Marcatori | 87’ Fidalgo |

| Arbitro: | Florence Guillemin |

|                                         |           |  |
| Šalek 65’ Lojna 66’, 90+10’ Andrlić 83’ | Marcatori |  |

| Arbitro: | Barbara Bollenberg |

|                            |           |            |
| Marenić 25’, 47’, 71’, 75’ | Marcatori | 58’ Chiper |

| Arbitro: | Florence Guillemin |

|                            |           |  |
| Patão 12’ Mafalda 50’, 79’ | Marcatori |  |

| Arbitro: | Amy Rayner |

|  |           |                                     |
|  | Marcatori | 56’, 80’ Poljak 83’ (aut.) Cepernić |

| Arbitro: | Barbara Bollenberg |

|  |           |                            |
|  | Marcatori | 21’ Coelho 24’, 48’ Flores |

### Gruppo 7
| Squadra              | Pt | G | V | N | P | GF | GS | DR  |
| -------------------- | -- | - | - | - | - | -- | -- | --- |
| Medyk Konin          | 9  | 3 | 3 | 0 | 0 | 15 | 0  | +15 |
| Wexford Youths       | 6  | 3 | 2 | 0 | 1 | 6  | 7  | -1  |
| Gintra Universitetas | 3  | 3 | 1 | 0 | 2 | 5  | 6  | -1  |
| Cardiff Metropolitan | 0  | 3 | 0 | 0 | 3 | 2  | 15 | -13 |

Fonte: Sito UEFA Gruppo 7
| Arbitro: | Eleni Lampadariou |

|  |           |             |
|  | Marcatori | 67’ Gleeson |

| Arbitro: | Ana Minić |

|                                        |           |  |
| Sikora 8’, 13’, 45+1’, 90+3’ Dudek 49’ | Marcatori |  |

| Arbitro: | Ivana Martinčić |

|                                                               |           |            |
| Elloh 8’, 13’ N'Guessan 66’ Billingham 77’ (aut.) Akaffou 79’ | Marcatori | 23’ Murray |

| Arbitro: | Ana Minić |

|  |           |                                                                 |
|  | Marcatori | 5’, 82’ Daleszczyk 18’ Sikora 67’, 84’ Balcerzak 86’ Tarczyńska |

| Arbitro: | Eleni Lampadariou |

|                                                       |           |  |
| Sikora 31’ Daleszczyk 47’ Gawrońska 75’ Balcerzak 77’ | Marcatori |  |

| Arbitro: | Ivana Martinčić |

|           |           |                                   |
| Allen 60’ | Marcatori | 3’, 6’, 42’, 80’ Breen 30’ Cassin |

### Gruppo 8
| Squadra            | Pt | G | V | N | P | GF | GS | DR  |
| ------------------ | -- | - | - | - | - | -- | -- | --- |
| PK-35 Vantaa       | 9  | 3 | 3 | 0 | 0 | 20 | 1  | +19 |
| Žytlobud-1 Charkiv | 6  | 3 | 2 | 0 | 1 | 10 | 3  | +7  |
| Rīgas FS           | 3  | 3 | 1 | 0 | 2 | 4  | 15 | -11 |
| Nové Zámky         | 0  | 3 | 0 | 0 | 3 | 2  | 17 | -15 |

Fonte: Sito UEFA Gruppo 8
| Arbitro: | Lorraine Clark |

|                                                          |           |            |
| Ovdijčuk 17’ Znaidenova 31’ Tykhonova 34’ Mozolska 45+1’ | Marcatori | 58’ Ročāne |

| Arbitro: | Olga Zadinová |

|                                                                                            |           |  |
| Ojanperä 3’, 35’ Franssi 9’, 43’ Saarinen 18’, 30’ Salmi 67’ Bačová 70’ (aut.) Parikka 89’ | Marcatori |  |

| Arbitro: | Lorraine Clark |

|  |           |                                                       |
|  | Marcatori | 1’, 15’, 64’ Ovdijčuk 12’ Kostyuchenko 70’ Nesterenko |

| Arbitro: | Vivian Peeters |

|                                                                                          |           |  |
| Saarinen 3’, 14’ Painilainen 4’, 75’ Parikka 58’, 79’ Franssi 65’ Bröijer 67’ Kivelä 87’ | Marcatori |  |

| Arbitro: | Olga Zadinová |

|                |           |                                  |
| Nesterenko 69’ | Marcatori | 24’ Ojanperä 54’ (rig.) Saarinen |

| Arbitro: | Vivian Peeters |

|                              |           |                      |
| Fedotova 31’, 62’ Giržda 42’ | Marcatori | 49’, 88’ Koleničková |